# Marta Jiménez Serrano
Marta Jiménez Serrano (Madrid, 1990) es una escritora, profesora de talleres literarios, letrista, articulista y editora española.
Nació en Madrid. Se licenció en Filología Hispánica por la Universidad Complutense de Madrid, por la que también es máster en Estudios Literarios. Residió en Francia durante cuatro años, en los que cursó un máster de Lettres Modernes y fue profesora de Literatura en la Universidad de Lorena (Université de Lorraine). Ha trabajado, entre otras editoriales, en Turner.

## Libros
En 2020 ganó uno de los accésit del Premio Adonáis con su libro La edad ligera.
En 2021 publicó la novela Los nombres propios (Sexto Piso), una historia de aprendizaje. Fue traducida al italiano con el título I nomi propri (Giulio Perrone Editore).
En 2023 publicó el libro de cuentos No todo el mundo (Sexto Piso). Todos los cuentos están ambientados en su ciudad natal, Madrid, y tratan sobre relaciones de pareja.

## Colaboración en revistas y obras colectivas
Ha colaborado con distintas revistas literarias, como Piedra del Molino (Arcos de la Frontera), Turia (Teruel) o Mirlo (Madrid). Entre otros libros colectivos, participó en Querida Theresa (Editorial Comisura), en el que varias autoras publicaron cuentos inspirados en fotos de Theresa Parker Babb.
Compuso, junto a otros tres autores más, la letra de la canción «Décimas para el Guernica» de Jorge Drexler (2017).

## Obras
- No todo el mundo (Sexto Piso, 2023)
- Los nombres propios (Sexto Piso, 2021)
- La edad ligera (Rialp, 2021)

### Libros colaborativos
- El gran libro de los pájaros (Blackie Books, 2023)
- Querida Theresa (Comisura, 2022)

### Traducciones
- I nomi propri (Giulio Perrone, 2022)